# Кам'янська селищна рада
Ка́м'янська се́лищна ра́да — орган місцевого самоврядування у складі Антрацитівської міської ради Луганської області. Адміністративний центр — селище міського типу Кам'яне.

## Загальні відомості
Кам'янська селищна рада утворена у 1945 році.
- Територія ради: 2,4 км²
- Населення ради: 2 758 осіб (станом на 1 січня 2011 року)
- Територією ради протікає річка Велика Кам'янка.

## Населені пункти
Селищній раді підпорядковані населені пункти:
- смт Кам'яне

## Склад ради
Рада складалася з 20 депутатів та голови.
- Голова ради: Тарасенко Євген Миколайович.
- Секретар ради: Литвинюк Катерина Михайлівна.

### Керівний склад попередніх скликань
| ПІБ                         | Основні відомості                                                        | Дата обрання | Дата звільнення |
| --------------------------- | ------------------------------------------------------------------------ | ------------ | --------------- |
| Тарасенко Євген Миколайович | Селищний голова, 1963 року народження, освіта вища, безпартійний         | 26.03.2006   | 31.10.2010      |
| Тарасенко Євген Миколайович | Селищний голова, 1963 року народження, освіта вища, член Партії регіонів | 31.10.2010   |                 |

Примітка: таблиця складена за даними джерела

### Депутати
За результатами місцевих виборів 2010 року депутатами ради стали:

#### За суб'єктами висування
| Суб'єкт висування | Кількість обраних депутатів | %   |
| ----------------- | --------------------------- | --- |
| Партія регіонів   | 20                          | 100 |

#### За округами
| № округу        | Прізвище, ім'я, по батькові     | Дата визнання обраним | Освіта                    | Партійна приналежність | Відомості про обраного депутата                                                            |
| --------------- | ------------------------------- | --------------------- | ------------------------- | ---------------------- | ------------------------------------------------------------------------------------------ |
| Партія регіонів |                                 |                       |                           |                        |                                                                                            |
| 1               | Антонова Галина Вікторівна      | 08.11.2010            | Освіта середня            | член Партії регіонів   | тимчасово не працює                                                                        |
| 2               | Шестакова Надія Андріївна       | 08.11.2010            | Освіта середня            | член Партії регіонів   | пенсіонер                                                                                  |
| 3               | Баклан Ірина Максимівна         | 08.11.2010            | Освіта середня            | член Партії регіонів   | ПП «Жорняк С. В.», продавець                                                               |
| 4               | Жорняк Світлана Валентинівна    | 08.11.2010            | Освіта середня            | член Партії регіонів   | приватний підприємець                                                                      |
| 5               | Кулініч Світлана Артемівна      | 08.11.2010            | Освіта середня            | член Партії регіонів   | тимчасово не працює                                                                        |
| 6               | Назарченко Олеся Юріївна        | 08.11.2010            | Освіта середня спеціальна | член Партії регіонів   | Філія № 11міської централізованої бібліотечної системи, бібліотекар                        |
| 7               | Хандримайло Ніна Іванівна       | 08.11.2010            | Освіта середня спеціальна | член Партії регіонів   | пенсіонер                                                                                  |
| 8               | Пєдаш Наталія Миколаївна        | 08.11.2010            | Освіта вища               | член Партії регіонів   | Відділ охорони здоров'я, начальник планово-економічного відділу                            |
| 9               | Рижова Ольга Миколаївна         | 08.11.2010            | Освіта середня спеціальна | член Партії регіонів   | Антрацитівська центральна міська лікарня, молодша медсестра                                |
| 10              | Литвинюк Катерина Михайлівна    | 08.11.2010            | Освіта вища               | член Партії регіонів   | Кам'янська селищна рада, секретар                                                          |
| 11              | Балан Лариса Олександрівна      | 08.11.2010            | Освіта середня спеціальна | член Партії регіонів   | 4-а міська лікарня, старша медсестра                                                       |
| 12              | Притуляк Любов Вікторівна       | 08.11.2010            | Освіта середня            | член Партії регіонів   | тимчасово не працює                                                                        |
| 13              | Пунтус Олена Петрівна           | 08.11.2010            | Освіта середня            | член Партії регіонів   | пенсіонер                                                                                  |
| 14              | Горбунов Олександр Іванович     | 08.11.2010            | Освіта вища               | член Партії регіонів   | Східноукраїнський національний університет ім. В. Даля, доцент кафедри системної інженерії |
| 15              | Торубарова Галина Миколаївна    | 08.11.2010            | Освіта вища               | член Партії регіонів   | ДП «Антрацит», архіваріус                                                                  |
| 16              | Назарченко Валентина Вікторівна | 08.11.2010            | Освіта вища               | член Партії регіонів   | Навчально-виховний комплекс № 2, завідувачка господарства                                  |
| 17              | Зубков Сергій Павлович          | 08.11.2010            | Освіта вища               | член Партії регіонів   | ВП «Шахта ім. В. В. Вахрушева», начальник гірничо-прохідної дільниці                       |
| 18              | Крюкова Світлана Іванівна       | 08.11.2010            | Освіта вища               | член Партії регіонів   | тимчасово не працює                                                                        |
| 19              | Голуб Надія Миколаївна          | 08.11.2010            | Освіта середня            | член Партії регіонів   | пенсіонер                                                                                  |
| 20              | Прошин Олександр Миколайович    | 08.11.2010            | Освіта середня            | член Партії регіонів   | ВП «Шахта ім. В. В. Вахрушева», підземний машиніст підйомних установок                     |